# Coca (náutica)

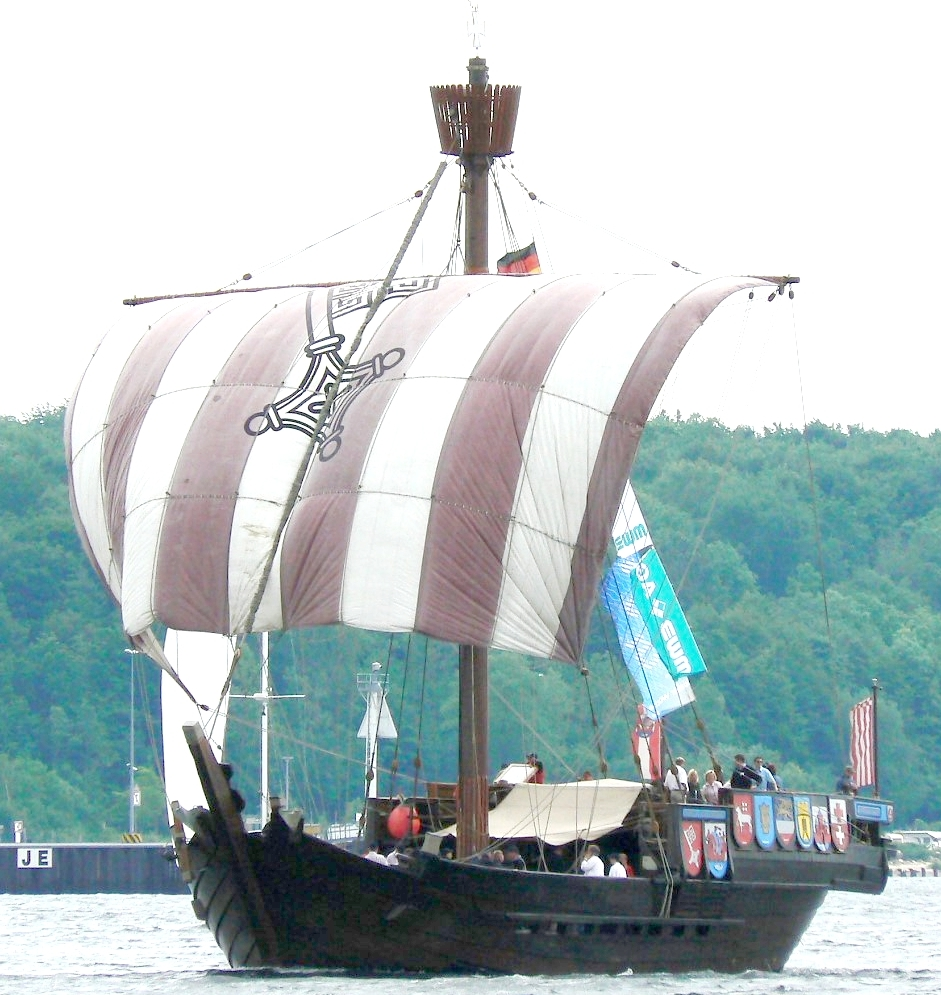
Representação de uma coca alemã do século XIV.

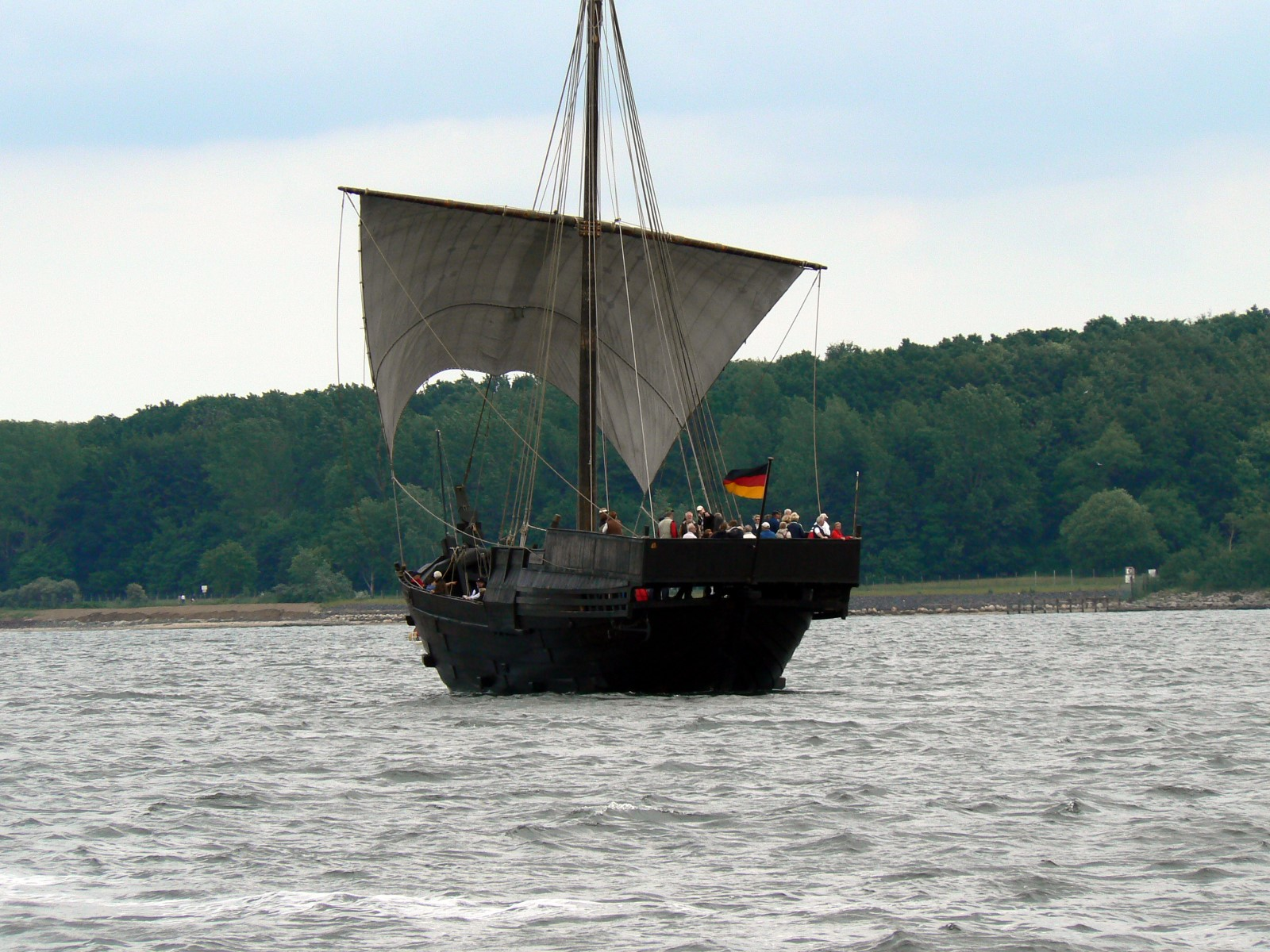
Uma coca alemã

Uma coca (em alemão:  Kogge) é um tipo de navio usado no mar do Norte durante a Idade Média. Era o principal tipo de navio da Liga Hanseática.

## Características
Inicialmente com um mastro, foi mais tarde equipado com dois ou três mastros. Possuia vela quadrada. Parece ser o primeiro tipo de navio com leme axial.

## Função
A coca era o principal navio mercante do noroeste da Europa durante a Baixa Idade Média. Era uma embarcação destinada para o transporte de mercadorias a granel e era usada para o comércio com as cidades no Mar Báltico.

## História
O barco foi pela primeira vez mencionado em 948, em Muiden, cidade próxima de Amesterdão. De origem nórdica, as primeiras embarcações desse tipo foram influenciadas pela Knarr (ou Knorr), uma embarcação viquingue usada para transporte de cargas.
Segundo documentos portugueses referentes ao movimento de barcos estrangeiros em portos nacionais, é na última acepção que aparecem referenciados. No convénio com o duque de Génova, assinado em 1370, a coca aparece confundido com uma carraca; em 1297 é também referido uma coca entre os barcos dos mercadores do Norte de Espanha que em Lisboa provocam um motim.

## Arqueologia
Em 2011, durante uma pesquisa com sonar no leito do rio Issel perto de Kampen, foi descoberta uma coca intacta da primeira metade do século XV. O navio medieval ficava até 4,5 metros abaixo da areia do leito do rio. Apenas o estibordo do navio encontrava-se acima do leito, motivo pela qual os destroços puderam ser descobertos por sonar.
A coca de Issel foi levantada do Issel em 10 de fevereiro de 2016. Os destroços foram içados em uma espécie de cesto de ferro. O navio estava em boas condições e foi colocado em um pontão com o qual foi transportado para um centro de conservação em Lelystad.

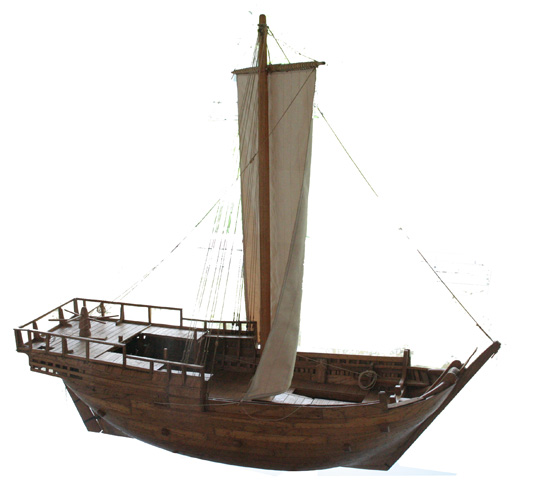
Maquete da coca de Bremen.
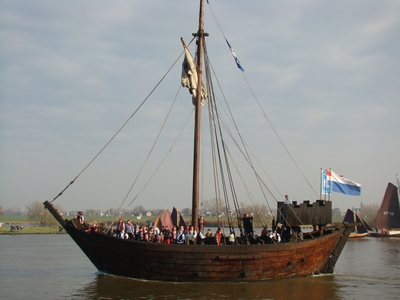
A coca de Kampen, resultado de um projeto de reconstrução entre 1994 e 1998, navegando em Kampen.